# Witold Cieślewski
 Witold Cieślewski (ur. 11 kwietnia 1942) – generał brygady Wojska Polskiego w stanie spoczynku.

## Życiorys
Witold Cieślewski urodził się 11 kwietnia 1942. W 1960 rozpoczął służbę wojskową jako podchorąży w Oficerskiej Szkole Łączności w Zegrzu. W 1963 promowany na podporucznika. W tym samym roku objął stanowisko dowódcy plutonu radiostacji w 5 pułku łączności. 
W latach 1966–1970 studiował w Wojskowej Akademii Technicznej, a po jej ukończeniu do 1977 pełnił służbę w Szefostwie Wojsk Łączności Warszawskiego Okręgu Wojskowego, gdzie był na stanowiskach pomocnika szefa wydziału, oficera wydziału zaopatrzenia, remontów i eksploatacji. W 1977 został wyznaczony na szefa służb technicznych – zastępcy dowódcy pułku, a w 1981 został dowódcą 9 pułku łączności w Białobrzegach. W 1986 został skierowany do Warszawy, gdzie objął stanowisko starszego specjalisty oddziału w Szefostwie Wojsk Łączności MON. Następnie został szefem oddziału zaopatrzenia technicznego. W 1989 powierzono mu obowiązki zastępcy szefa Wojsk Łączności MON. W 1990 został wyznaczony na stanowisko komendanta Wyższej Szkoły Oficerskiej Wojsk Łączności w Zegrzu, którym był do 1993. 
9 listopada 1992 był awansowany na stopień generała brygady przez prezydenta Rzeczypospolitej Polskiej Lecha Wałęsę. W latach 1993–1997 był szefem Wojsk Łączności i Informatyki Sztabu Generalnego WP. We wrześniu 1997 objął funkcję zastępcy szefa Sztabu Generalnego WP ds. planowania  strategicznego. Od 1997 do 1999 pełnił funkcję asystenta z-cy szefa Sztabu Generalnego Wojska Polskiego, a od grudnia 1999 był asystentem szefa sztabu z-cy Szefa Sztabu Generalnego Wojska Polskiego Dowództwa Sojuszniczych Sił Zbrojnych NATO Europy Północnej (AFNORTH). 
W 2002 zakończył zawodową służbę wojskową.  

## Awanse[1]
- podporucznik – 1963
- porucznik – 1968
- kapitan – 1972
- major – 1976
- podpułkownik – 1980
- pułkownik – 1985
- generał brygady – 1992

## Ordery, odznaczenia i wyróżnienia
- Krzyż Kawalerski Orderu Odrodzenia Polski[1]
- Złoty Krzyż Zasługi[1]
- Medal 40-lecia Polski Ludowej (1984)[3]